# Pieter Pauw
Pieter Pauw, latinisé en Pavius, né le 2 aout 1564 à Amsterdam et mort le 1er aout 1617 à Leyde, est un botaniste et médecin néerlandais.

## Biographie

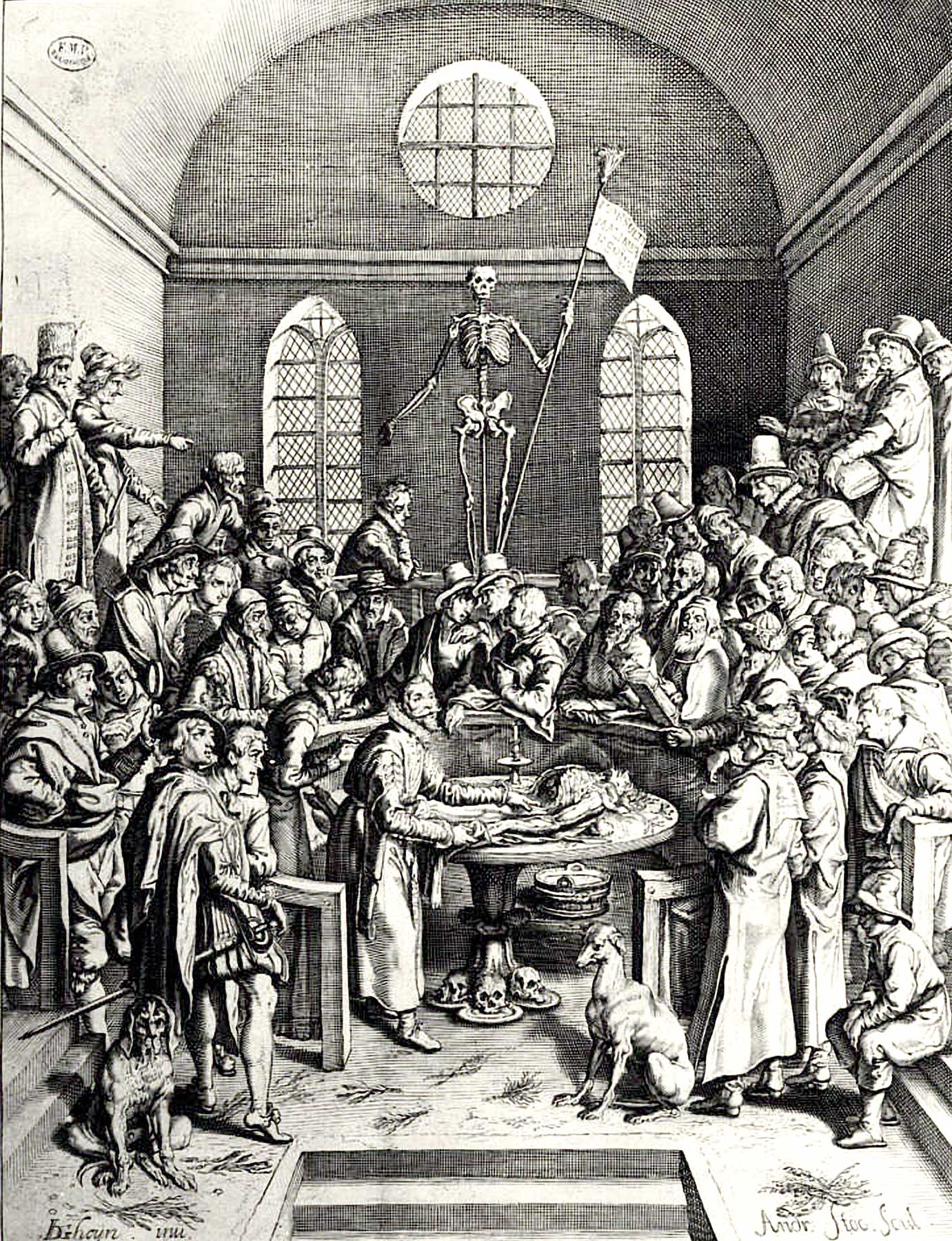
Portrait de Pieter Pauw au cours d'une anatomie publique au sein du théâtre anatomique de Leyde, qu'il fit construire.

Fils de Pieter Pauw Adriaanszoon qui s’était installé à Amsterdam, puis à Alkmaar, Pauw fit ses humanités à Amersfort, les termina à Amsterdam. Il alla ensuite étudier la médecine à l’université de Leyde, où il passa quatre ans, au bout desquels il reçut son doctorat, le 2 novembre 1584. Après ses études, il vint suivre les cours de la Faculté de Paris, mais l’état d’agitation dans lequel était alors la France ne lui ayant pas permis d’y rester longtemps, il passa au Danemark, où il suivit les cours d’anatomie de Henricus Brucaeus à l’université de Rostock. Ayant obtenu son doctorat en 1587, il suivit ensuite, pendant trois mois les cours du célèbre Fabrizi d'Acquapendente à l’université de Padoue, mais la maladie de son père l'obligea à revenir aux Pays-Bas.
De retour à Leyde, il y inaugura, le 9 février 1589, pour assister Geraert de Bondt (de), la première chaire d’anatomie de l’université qu’il conserva jusqu’à sa mort. En 1593-1594, il y fit ériger l'un des premiers amphithéâtres anatomiques permanents d’Europe, le théâtre anatomique de Leyde. De Bondt avait déjà donné, dix ans plus tôt, des cours d’anatomie à l’université, mais Pauw fut le premier à procéder à des dissections dans ses cours. Ces dissections au cours desquelles il utilisait le cadavre de criminels exécutés, attiraient beaucoup l’attention et étaient non seulement fréquentées par les étudiants, mais également par des non-étudiants qui devaient payer un droit d’entrée de quinze sous. Il a fourni au théâtre une collection d’objets uniques, dont la vessie d’Isaac Casaubon.
Outre la surintendance de l’amphithéâtre anatomique, il succéda également, avec de Bondt, à Charles de L'Écluse à la direction du Jardin de botanique de cette ville, dans laquelle il cultiva, l’un des premiers, la science des végétaux et celle de la structure du corps humain. Aelius-Evrard Vorst lui succéda dans cette fonction. Ses connaissances anatomiques étaient fort étendues, surtout en ostéologie, et l’ouvrage qu’il a laissé sur cette matière renferme plusieurs faits intéressants.
Le genre végétal Pavia lui a été dédié par le botaniste néerlandais Herman Boerhaave.

## Publications
- Hortus publicus academiæ Lugduno-Batavæ, ejus ichnographia, descriptio, usus ; addito quas habet stirpium numero et nominibus, Leyde, J. Patii, 1601, in-12 ; Ibid., 1603, in-8° ; Ibid., 1629, in-8°.
- Theses medicae de asthmate, quas,.., Leyde, Ioannis Patii, 1605.
- Petri Paaw Amsteldamensis, in Academia Lugduno-Batava anatomici & botanici professoris, Primitiae anatomicae. De humani corporis ossibus, Leyde, Ex officina Justi à Colster, 1615 ; Amsterdam, Henricum Laurentii, Bibliopolam, 1633.
- Primitiæ anatomicæ de humani corporis ossibus, Leyde, 1615, in-4° ; Amsterdam , 1633, in-4°.Les planches en sont pour la plupart empruntées à Vésale ou à Bauhin. Il y en a peu d’originales.
- Succenturiatus anatomicus, continens commentaria in Hippocratem de capitis vulneribus, Leyde, J. a Colster, 1616, in-4°.
- Andreae Vesalii epitome anatomica, Leyde, 1616, in-4° ; Amsterdam, 1633, in-4°.
- De valvulâ intestini epistolœ duae, Oppenheim , 1619, in-4°.Avec la première centurie des lettres de Fabrice de Hilden. L’auteur nie l’existence de la valvule iléo-colique.
- De peste tractatus, cum Henrici Florentii ad singula ejusdem tractatus capita additamentis, Leyde, 1636, in-12.

## Sources
- Dictionaire des sciences médicales : Biographie Médicale, t. 6e Lemm - Rey. 6, Paris, Panckoucke, 1824, 578 p. (lire en ligne), p. 347.